# 成島憲子

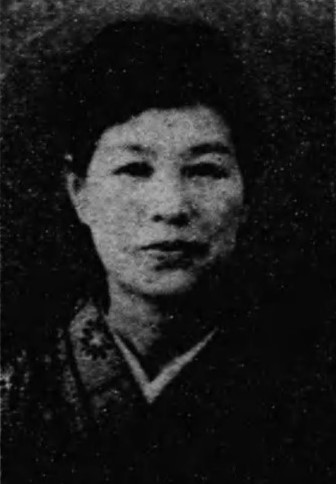
成島憲子

成島 憲子（なるしま のりこ、1898年（明治31年）7月27日 - 1976年（昭和51年）1月4日）は、日本の婦人運動家、政治家。衆議院議員。

## 経歴
東京市で生まれる。1916年、台北州立第一高等女学校を卒業。
千葉県東葛飾郡富勢村布施（現柏市）の農業成島勇と結婚。東葛飾郡大日本婦人会会長、同県理事などを務め、各種婦人運動の指導者として活躍した。
公職追放となった夫に代って1947年4月、第23回衆議院議員総選挙に千葉県第1区から出馬して当選し衆議院議員を一期務めた。この間、民主党婦人部副部長となった。